# 규칙에 얽매이지 마세요

위키백과에서 이 규칙의 사용과 관련한 흐름도.

규칙에 얽매이지 마세요(영어: Ignore all rules, IAR)는 말 그대로 다른 규칙들에 얽매이지 말라는 의미이다. 영어 제목은 모든 규칙을 무시하세요(Ignore all rules)이며, 한국어 위키백과에서의 처음 제목은 "규칙은 무시하세요"였고 이후 2007년 7월 25일 "규칙은 무시해도 좋습니다"로 변경되었다가, 2008년 2월 29일 현재의 제목 "규칙에 얽매이지 마세요"로 확립되었다.

## 역사
위키백과는 2001년 1월 15일 시작되었으며 처음에는 사용자들이 총의를 통해 규칙을 결정하는 몇 가지 정책이 포함되었다.:318 "규칙에 얽매이지 마세요"는 위키백과의 공동 설립자 래리 생어에 의해 제안되었으며,:318 위키백과의 최초의 공식 지침들 가운데 하나가 되었다. 생어는 나중에 그의 의도는 사람들이 기여를 시작하기 전에 기존 정책을 세세히 알아가는 것에 대해 걱정하지 않는 것이 좋겠다는 것을 전달하는 것이었다고 언급하였다. "모든 규칙을 무시하세요"라는 본 의미의 규칙을 "일시적이고 유머스러운 경고"로 인식한:318 그는 나중에 그의 최근 프로젝트 시티즌디움에서 "다른 사람들이 이를 진지하게 받아들였다"는 이유로 이 규칙을 거부하였다.
영어 위키백과에서 원래 이 규칙의 문구는 다음과 같았다:

If rules make you nervous and depressed, and not desirous of participation in the Wiki, then ignore them and go about your business.

현대에 쓰이는 문구는 다음과 같다:
If a rule prevents you from improving or maintaining Wikipedia, ignore it.
한국어 위키백과의 문구는 다음과 같다:
만약 위키백과에서 어떤 규칙이 위키백과의 발전에 방해가 된다면, 그러한 규칙에 얽매이지 마세요.

## 같이 보기
- 번문욕례